# Château de Nyköping
Le château de Nyköping est un château médiéval situé à Nyköping, en Suède.
Aujourd'hui partiellement en ruines, il a été construit durant l'époque de Birger Jarl et est connu pour le banquet de Nyköping (en), qui s'y est déroulé en 1317.

## Construction
La construction du château commença à la fin du XIIe siècle. Au départ, le bâtiment n'était qu'une fortification mais il aurait été agrandi, sur la demande de Birger Jarl, qui voulait en faire un plus grand château. Durant le règne d'Albert de Suède, le château a été entretenu comme un fief par le chevalier allemand Raven van Barnekow. Ce dernier améliora le bâtiment et sera suivi, plus tard, par Bo Jonsson Grip. Par ailleurs, des reconstructions et des agrandissements furent effectués durant le Moyen Âge tardif. Gustav Vasa fit fortifier le château, en améliorant ses dispositifs de défense et en faisant construire une tour ronde, encore visible aujourd'hui.
Le château fut reconstruit à la fin du XVIe siècle par le duc Charles (futur Charles IX de Suède), en lui faisant prendre la forme d'un palais de la Renaissance. En 1665, le palais est brûlé, comme le reste de la ville. Il ne fut pas reconstruit, par la suite, puisque certaines de ses briques seront utilisées pour la construction du Palais de Stockholm.
Il fut partiellement reformé au XXe siècle. Kungstornet (la Tour du roi) et Gamla residenset (la Vieille résidence) hébergent aujourd'hui la collection permanente du musée Sörmlands (le musée de Södermanland).

## Événements importants
- 11 décembre 1317 : le banquet de Nyköping se déroule au sein du château, un repas de fêtes de Noël qui se terminera horriblement mal pour les ducs Erik Magnusson et Valdemar Magnusson, frères du roi Birger de Suède qui les fera mourir de faim et de soif au début de l'année 1318.
- 20 septembre 1396 : convocation d'une diète où il fut proclamé que tous les domaines aliénés par le roi Albert seraient de nouveaux réunis à la couronne suédoise[1]. L'événement précède l'union de Kalmar.
- 3 mars 1538 : mariage entre Svante Sture le Jeune et Märta Eriksdotter Leijonhuvud.
- 30 octobre 1611 : Charles IX de Suède meurt au château de Nyköping.
- 8 novembre 1622 : Charles X Gustave de Suède naît au château de Nyköping.

## Galerie photos

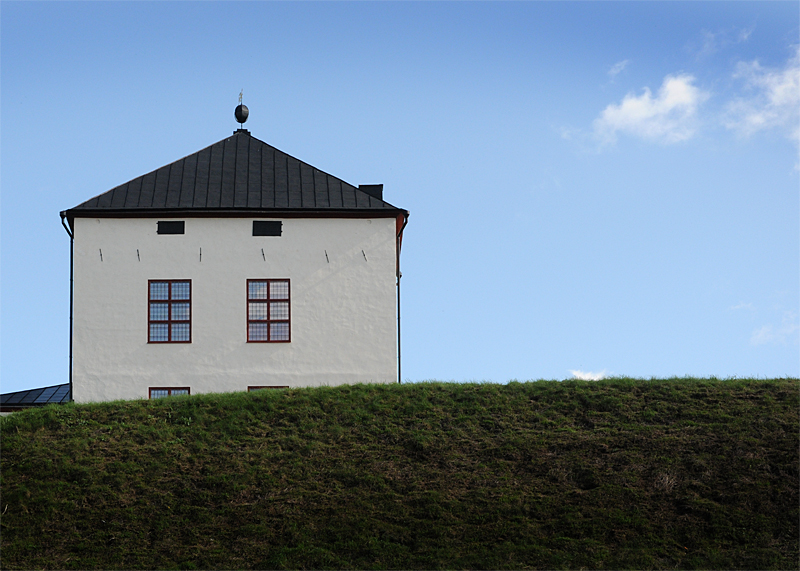
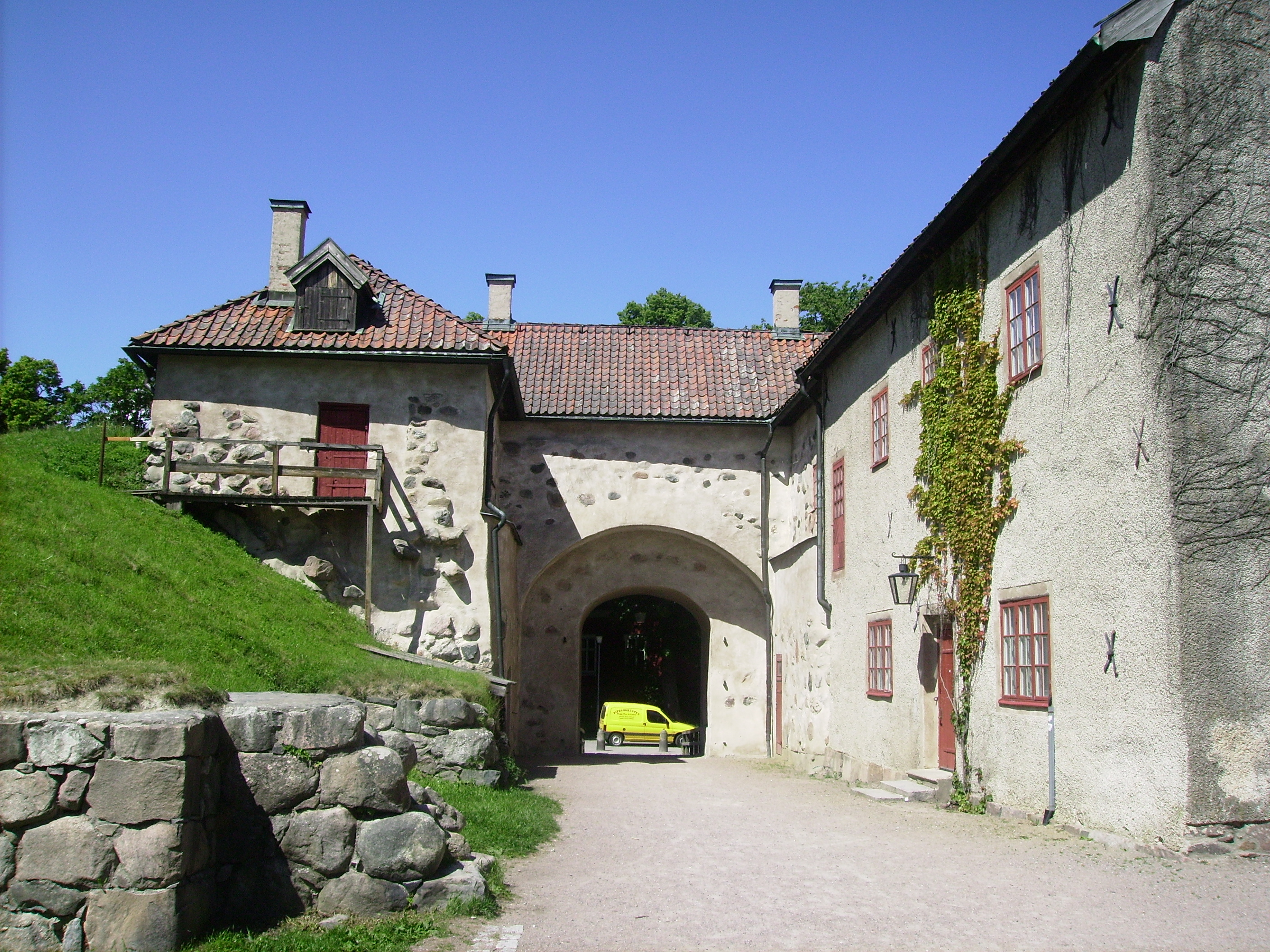
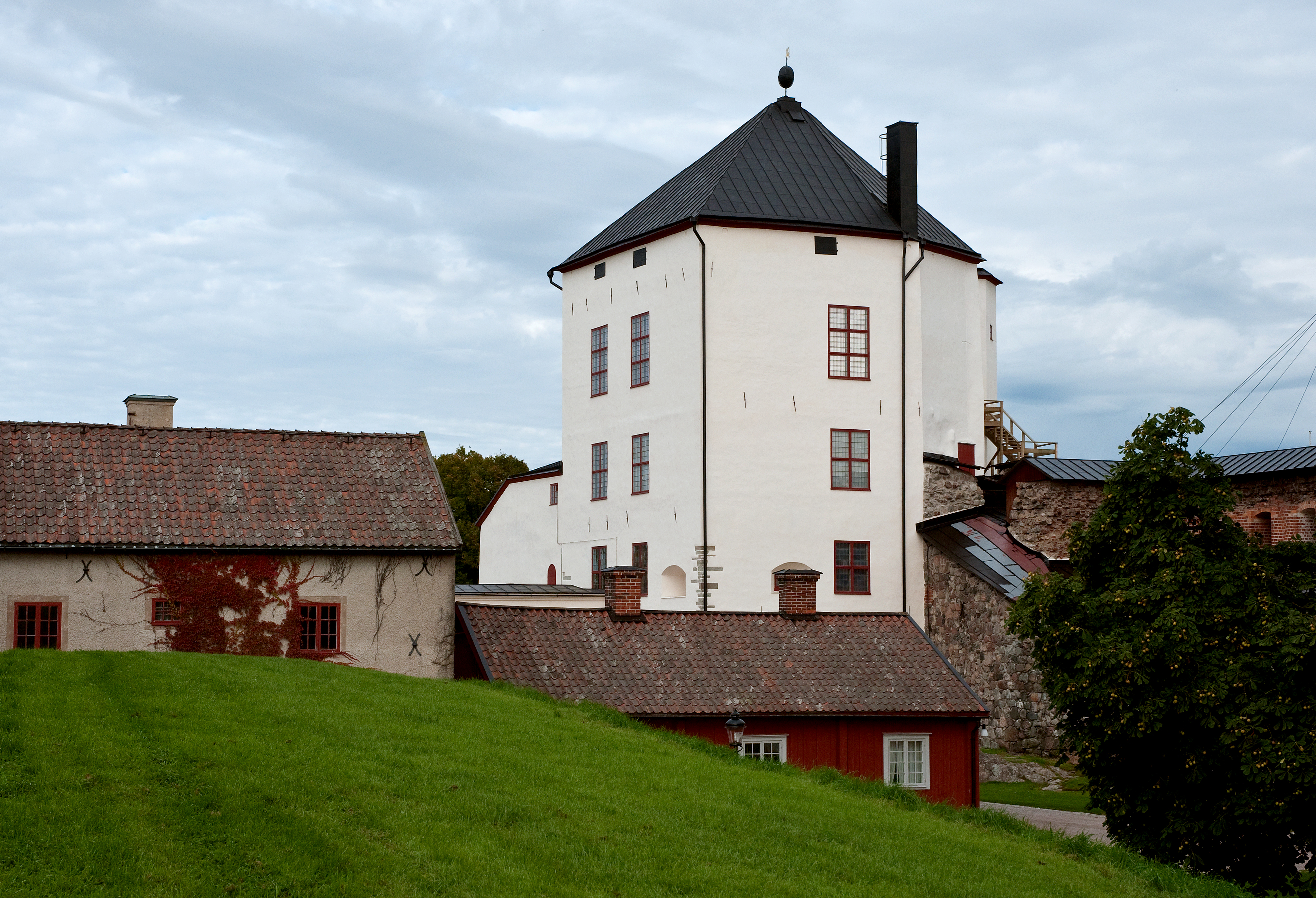
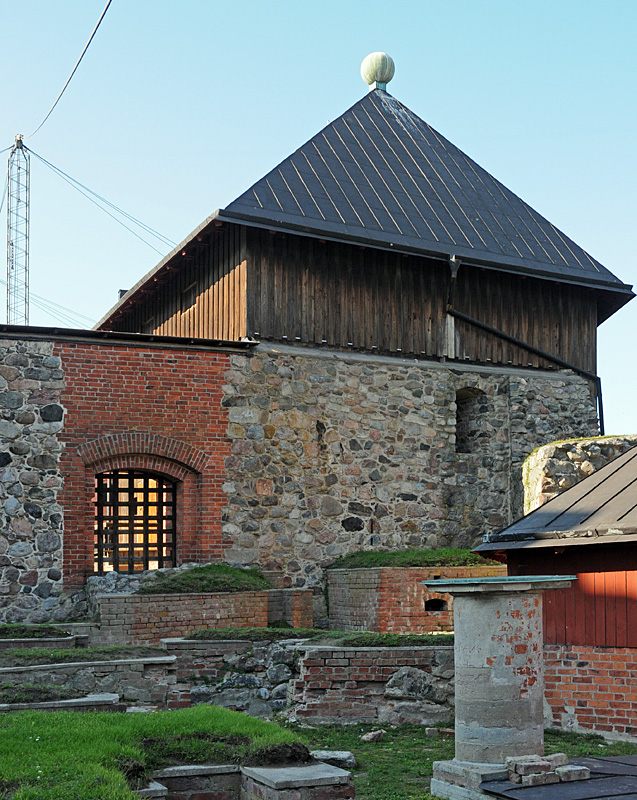